# The Wheel of Time
A The Wheel of Time egy 1999-ben megjelent belső nézetes akciójáték, melyet a Legend Entertainment fejlesztett, és az Egyesült Államokban a GT Interactive, Európában az Infogrames adott ki. A játék Robert Jordan Az Idő Kereke című regénysorozatán alapul, annak világában játszódik, egy alternatív történetet elmesélve.

## Játékmenet
A játék grafikájáért az Unreal Engine felel, az első személyű nézetes akció mellett kisebb szerepjáték-elemeket is használva. Egyjátékos és többjátékos módot is tartalmaz: előbbi egy történetet mesél el, melynek a könyvekben nem szereplő Elayna Sedai a főszereplője, utóbbiban pedig a könyvekben szereplő más karakterek bőrébe is bújhatunk: Fehérköpeny és a Véreb választhatóak. Két játékmód érhető el többjátékos üzemmódban: az Arena egy hagyományos "mindenki mindenki ellen" deathmatch, ahol az nyer, aki a legtöbb ellenféllel végez, míg a Citadel egy klasszikus "capture the flag" játékmód, ahol egy pecsétet kell megszerezni és a saját bázisunkra vinni pontokért.
A játék érdekessége, hogy nincsenek benne a hagyományos értelemben vett fegyverek. Helyettük nagyjából 40 ter'angreal áll rendelkezésre - mágikus tárgyak, amelyek meghatározott varázslatokra képesek. Van köztük támadásra alkalmas, van olyan, ami védekezésre, és vannak egyéb funkcióval ellátottak is (pl. gyógyítás, teleportálás).

## Cselekmény
A játék története hivatalosan nem képezi "Az Idő Kereke" sorozat kánonjának részét, ugyanis több ponton ellentmond annak.
A főhős, Elayna Sedai, akit a játékos irányít, egy aes sedai a Fehér Toronyban. Miközben egy általa korábban kiküldött expedíció jelentését olvassa, váratlanul betör hozzá egy ismeretlen bérgyilkos, aki egy cuendillart keres (nagy hatalmú, gyakorlatilag elpusztíthatatlan anyagból készült varázstárgy), de mivel azt nem találja meg, így egy kürt formájú ter'angrealt visz magával. Az aes sedai-ok vezetője, az Amyrlin Trón elküldi Elaynát, hogy szerezze vissza.
Elayna követi a bérgyilkost és a segítségére siető trallok hordákon keresztülverekedve magát Shadar Logoth kísértetvárosába jut. Trallokokkal és az éjszaka gonosz kreatúráival megküzdve a romok között végül találkozik a bérgyilkossal, aki bevallja, hogy őt az egyik Kitaszított, Ishamael bérelte fel. Neki az Amyrlin Trón által őrzött, a Sötét Urat börtönben tartó pecsétre van szüksége, ezt akarta elrabolni. Elayna megkíméli az életét a ter'angrealért cserébe, de nem sokkal később Mashadar, a Shadar Logoth-t uralma alatt tartó ködszerű entitás végez a férfival.
Tar Valonba visszatérésekor Elayna döbbenten tapasztalja, hogy a trallokok megostromolják a Fehér Tornyot. Társai segítségével megvédi azt, majd a pincébe siet, ahol az Amyrlin Trón már várja őt. Útközben leleplez egy összeesküvést: az aes sedai-ok titokban a Sötét Urat szolgáló Fekete Ajah frakciója folytat megbeszélést a csodával határos módon életben maradt bérgyilkossal, és Sephraemmel, a Fény Gyermekeinek kapitányával. Beszámol erről az Amyrlin Trónnak, aki elmondja neki a kürt formájú ter'angreal szerepét. Elaynában megvan a képesség, hogy nagy hatalmú mágiahasználó legyen, de a saját érdekében az Amyrlin Trón elzárta őt az Egyetlen Hatalomtól, és ezzel a ter'angreal-lel most újra kapcsolatba léphet vele. Ám a döntő pillanatban megjelenik a bérgyilkos és Sephraem, megölik az Amyrlin Trónt, újra magukkal viszik a ter'angreal-t és egy pecsétet a Sötét Urat börtönben tartók közül.
Nincs sok ideje gyászolni, újonnan megválasztott Amyrlin Trónként a gyilkosok nyomába ered. Egy Fehérköpeny erődítményhez jut, ahol elfogják, és börtönbe vetik. Társai segítségével végül kiszabadul, akik elmondják neki, hogy az erődön kívül van egy kapu, amely az Utak névre hallgató, régóta elhagyatott és veszélyes, sötét területre vezet, mellyel rövid időn belül nagy távolságokat utazhat be. Áthalad rajta, majd Ishamael erődjében találja magát. Megmenti társait, majd a pecsét keresésére indul, amit a bérgyilkos (aki immár a Véreb névre hallgat) hozott ide. Kutatásai közben egy rituálé leírására bukkan, amely a Sötét Úr börtönének kinyitását eredményezheti, ha megvalósítják. Megtalálja a pecsétet, Sephraem legyőzésével pedig meg is szerzi azt, ám ekkor maga Ishamael kapja el őt és meg akarja kínoztatni. A helyzetet a váratlanul felbukkanó Véreb oldja meg a ter'angreal használatával, aki elmondja, hogy őt Mashadar szelleme szállta meg, és egyetlen célja az volt, hogy Ishamael, az aes sedai-ok és a Fehérköpenyek között káoszt teremtsen. Elayna és Ishamael csak nagy nehezen tudnak megszökni, ezután a nő azon van, hogy megszerezve a többi pecsétet is, egy másik rituáléval megerősítse azokat.
Miután mind megvannak, Shayol Ghulba utazik, a Sötét Úr börtönéhez. A rituálé kezdete előtt a Véreb felajánlja a ter'angrealt Elaynának, mellyel hatalmas erőre tehet szert, a pecsétekért cserébe. Elayna visszautasítja az ajánlatát, végez a Vérebbel, és a pecsétek megerősítésével eléri, hogy a Sötét Úr a végső ütközet idejéig ne tudja elhagyni börtönét.

## Fogadtatás
A játék alapvetően jó kritikákat kapott, ennek ellenére nagyon gyengén fogyott. Az Egyesült Államokban mindössze néhány tízezer példányt adtak el belőle. 2003-ban a GameSpy a tizedik helyre rakta a minden idők legalulértékeltebb játékai listáján. Sokáig nem volt elérhető semmilyen digitális platformon, 2022-től a GOG.com nevű oldalon vásárolható meg.

## Fordítás
- Ez a szócikk részben vagy egészben  a   The Wheel of Time (video game) című angol Wikipédia-szócikk ezen változatának fordításán alapul.  Az eredeti cikk szerkesztőit annak laptörténete sorolja fel. Ez a jelzés csupán a megfogalmazás eredetét és a szerzői jogokat jelzi, nem szolgál a cikkben szereplő információk forrásmegjelöléseként.